# Ephoron nigridorsum
Ephoron nigridorsum is een haft uit de familie Polymitarcyidae. De wetenschappelijke naam van de soort is voor het eerst geldig gepubliceerd in 1934 door Tshernova.
De soort komt voor in het Palearctisch gebied.